# La Forge (Goya)
Pour les articles homonymes, voir La Forge.
La Forge (espagnol : La Fragua) est une peinture de l'artiste espagnol Francisco de Goya. Cette œuvre représente trois forgerons au travail. Elle est conservée à la Frick Collection de New York.
La toile appartient à la dernière période de l'artiste. S'y devine une influence de Diego Vélasquez par la composition qui rappelle La Forge de Vulcain (espagnol : Apolo en la Fragua de Vulcano) (1629).

## Analyse

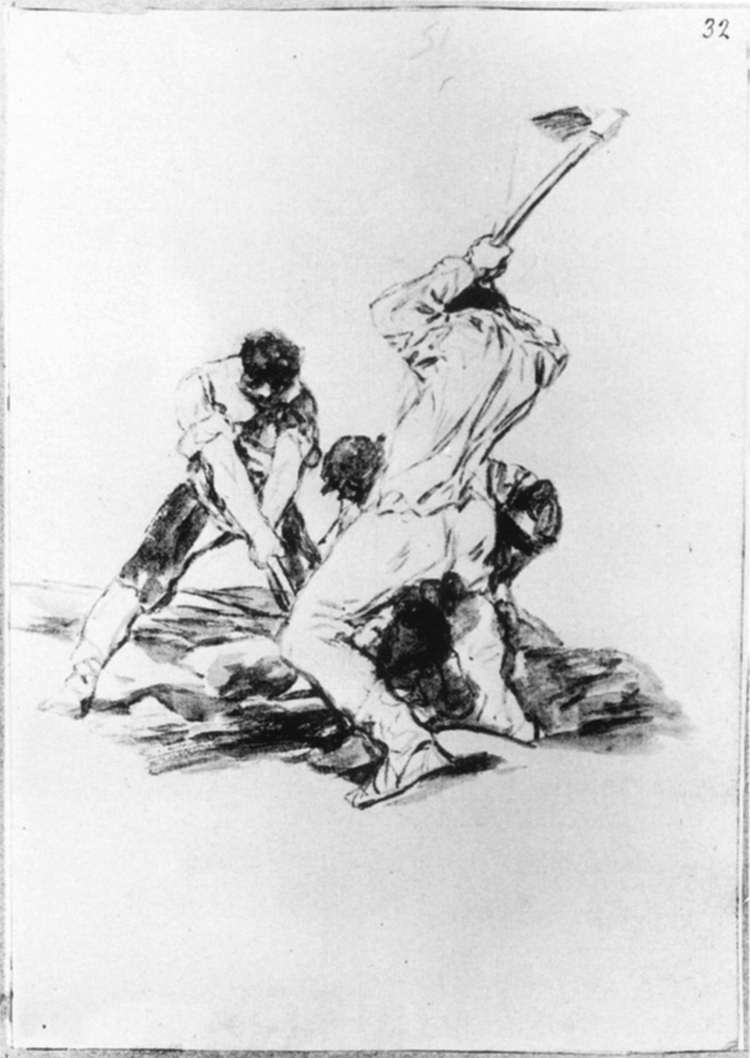
Dessin préparatoire.

La composition met l'accent sur la tâche exténuante et la force musculaire des forgerons. L'espace, dont l'environnement demeure assez neutre, reste dominé par des tons sombres de gris, bleu et noir, éclairés au centre par la touche rouge de la pièce de métal incandescente sur l'enclume et la chemise gris clair de l'homme de dos qui soulève un lourd marteau. La scène est saisie sur le vif, pendant le travail attentif et coordonné des trois protagonistes.

## Acquisition
La Frick Collection acquiert le tableau quelque temps après sa vente chez Christie's en 1853.

## Voir aussi

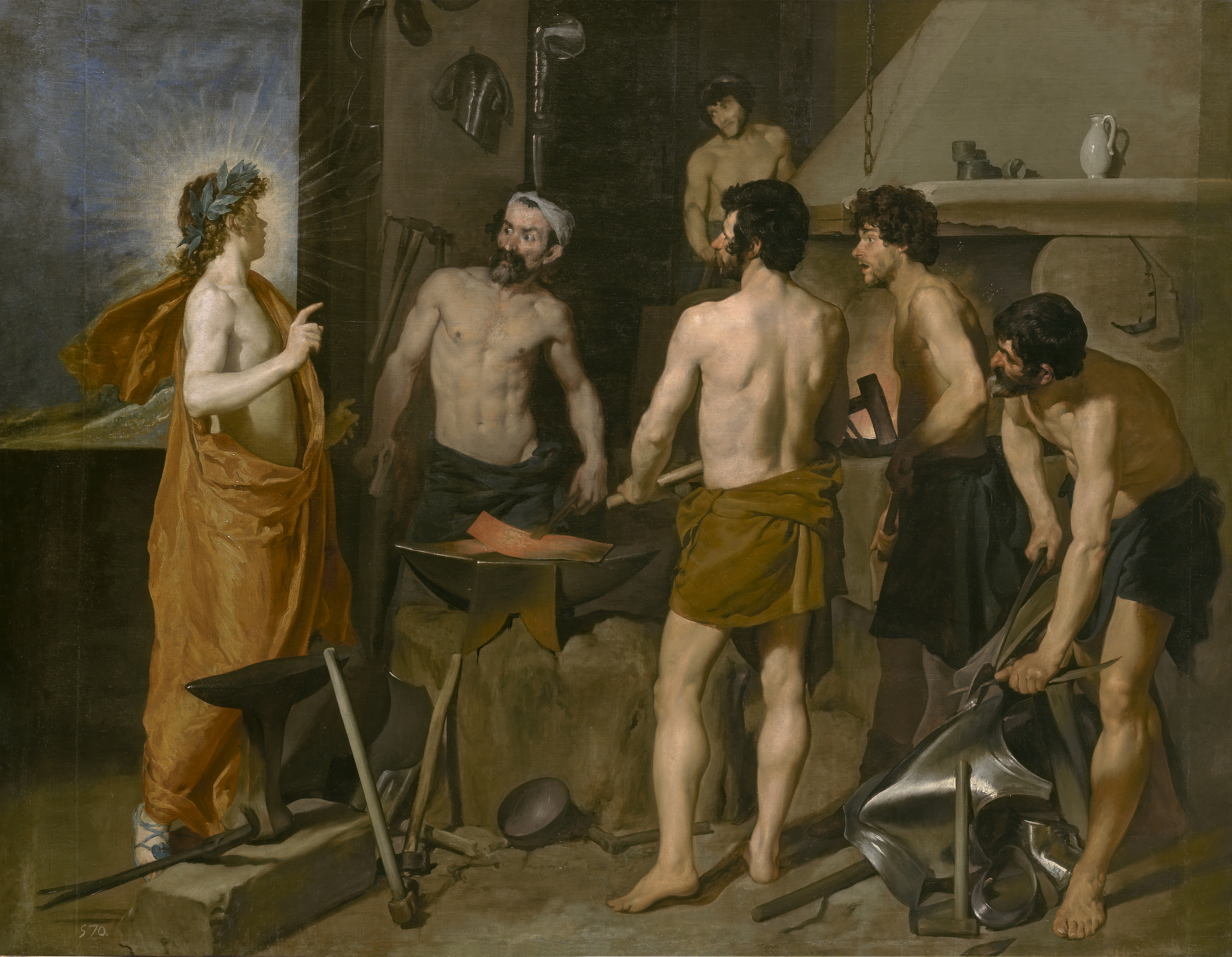
La Forge de Vulcain de Diego Vélasquez